# Virginia Borra
Dora Virginia Borra Toledo de Jiménez (Lima, 12 de enero de 1946) es una economista, docente y política peruana. Miembro del Partido Aprista Peruano, fue ministra de Mujer en el segundo gobierno de Alan García.

## Biografía
Realizó sus estudios en el Colegio Nacional Juana Alarco de Dammert en el distrito de Miraflores. Estudió economía en la Universidad Nacional Mayor de San Marcos. .
Su carrera política la inició cuando fue candidata a regidora del distrito de Surquillo por el Partido Aprista Peruano en 1983, donde es militante desde joven, y logró ser elegida. Postuló al Congreso de la República en las elecciones generales del 2000 sin lograr tener éxito.
Fue la Coordinadora de Transferencia del Ministerio de la Mujer de Alan García, quien luego resultó elegido como presidente de la República.

### Ministra de la Mujer
El 26 de julio del 2006, Borra fue nombrada como ministra de Mujer y Desarrollo Social por el presidente Alan García en su primer gabinete ministerial encabezado por Jorge del Castillo.
Estuvo ejerciendo el cargo hasta que en diciembre del 2007, decidió presentar su renuncia al cargo y fue reemplazada por Susana Pinilla. Luego, en septiembre del 2010, Borra volvió a asumir el cargo en el nuevo gabinete ministerial encabezado por José Antonio Chang y luego en el de Rosario Fernández hasta el final del segundo gobierno aprista.
Ejerció como directora ejecutiva del programa "Sembrando", un programa privado liderado por la ex-primera dama Pilar Nores.